# Chiesa dei Santi Bartolomeo e Gottardo
La chiesa dei Santi Bartolomeo e Gottardo è un edificio religioso tardomedievale che si trova a Marolta, frazione di Acquarossa.

## Storia
La prima menzione della chiesa risale al 1402, quando fu annotata la consacrazione dell'edificio. La chiesa subì successivamente un ampliamento nel 1674. Fra il 1964 e il 1965 l'edificio fu restaurato è subì anche piccole modifiche: in particolare, in quell'occasione fra' Roberto Pasotti realizzò le nuove vetrate e la chiesa fu dotata dell'attuale arredo liturgico.
La parrocchia divenne autonoma nel 1909, quando si scisse da quella di Castro.

## Descrizione

### Esterni
La chiesa è dotata di un coro di forma poligonale. Il campanile si erge sulla parte sinistra dell'edificio.

### Interni
L'unica navata della chiesa, sulla quale si apre una cappella laterale, ospita una scultura che raffigura san Bartolomeo, realizzata da Giovanni Genucchi negli anni trenta del XX secolo. Interessanti altre tre sculture: il crocifisso in legno tardocinquecentesco conservato nel coro, la Madonna col bambino tardosecentesca nella cappella e il paliotto (1752) di Johann Josef Melchior Wyrsch in legno dipinto.